# Tannerre-en-Puisaye
Tannerre-en-Puisaye ist eine französische Gemeinde mit 271 Einwohnern (Stand: 1. Januar 2022) im Département Yonne in der Region Bourgogne-Franche-Comté; sie gehört zum Arrondissement Auxerre und zum Kanton Cœur de Puisaye (bis 2015: Kanton Bléneau). Die Einwohner werden Tannerrois genannt.

## Geographie
Tannerre-en-Puisaye liegt etwa 33 Kilometer westsüdwestlich von Auxerre am Fluss Branlin. Umgeben wird Tannerre-en-Puisaye von den Nachbargemeinden Champignelles im Norden und Nordwesten, Villiers-Saint-Benoît im Nordosten, Dracy im Osten, Mézilles im Süden und Osten, Saint-Fargeau im Südwesten sowie Villeneuve-les-Genêts im Westen.

## Bevölkerungsentwicklung
| Jahr                      | 1962 | 1968 | 1975 | 1982 | 1990 | 1999 | 2006 | 2013 |
| Einwohner                 | 421  | 373  | 335  | 286  | 256  | 309  | 318  | 294  |
| Quelle: Cassini und INSEE |      |      |      |      |      |      |      |      |

## Sehenswürdigkeiten

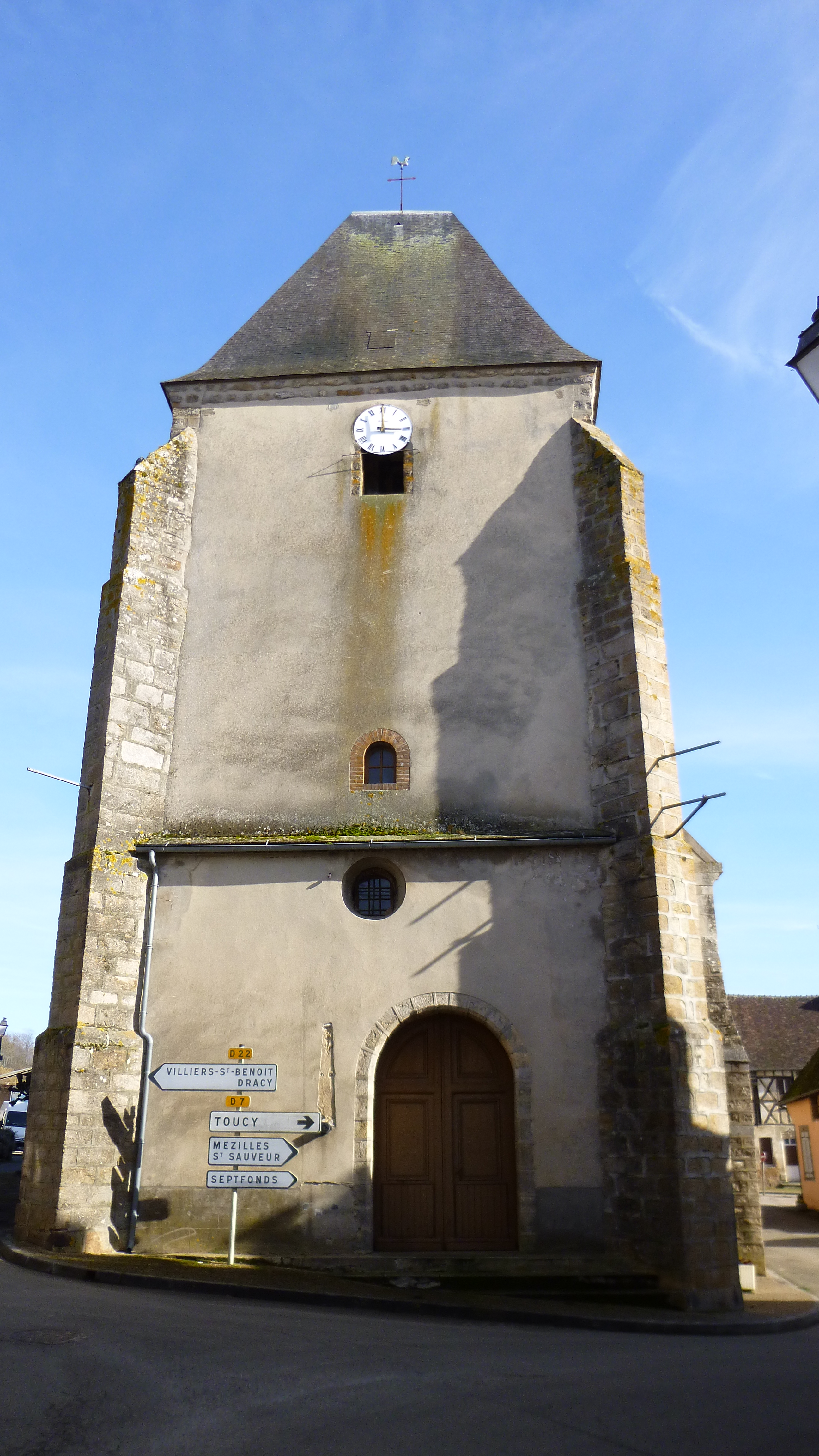
Kirche Saint-Martin
- Schloss
- historischer Ortskern
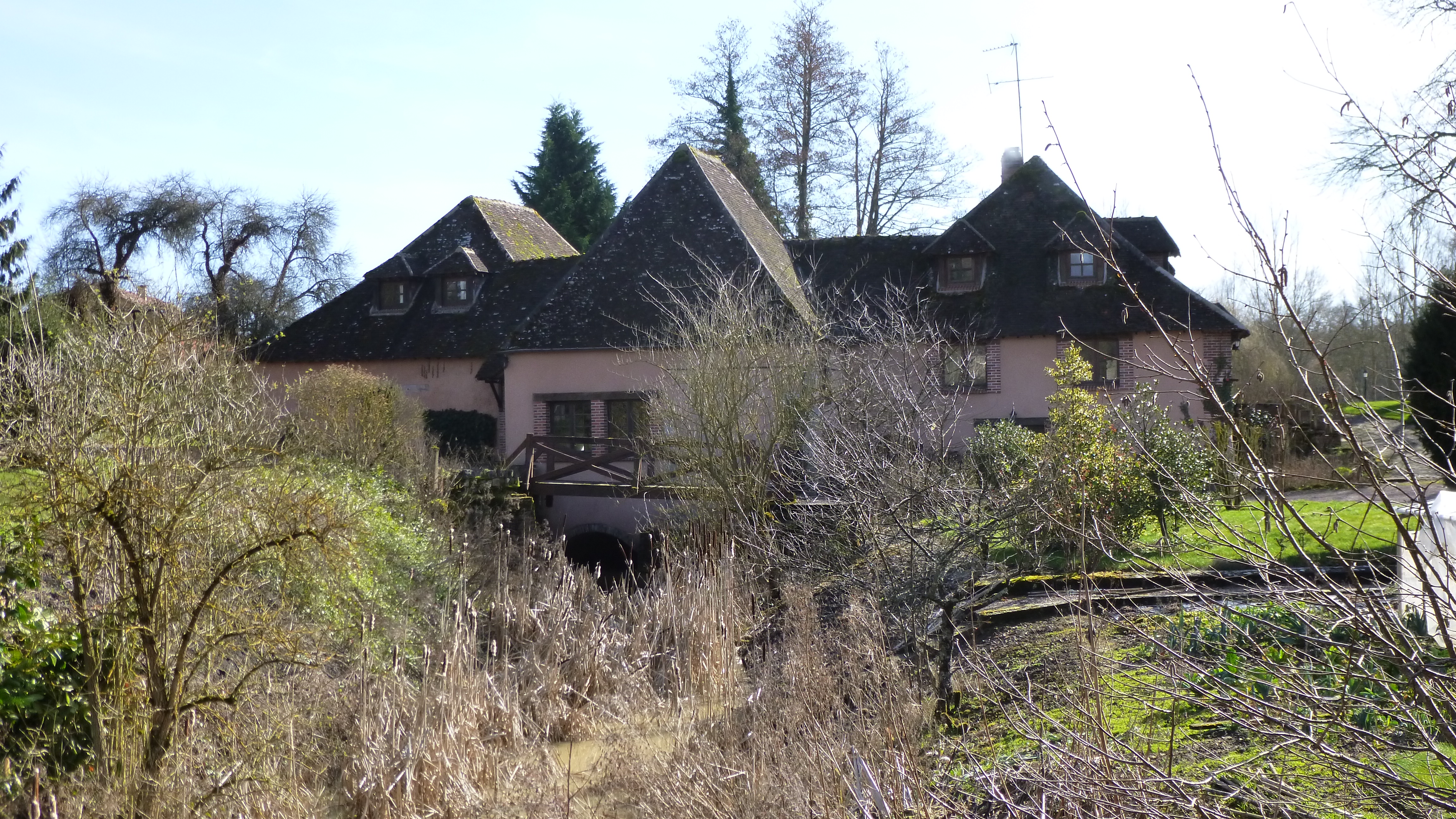
Mühle und Schmiede

- Kirche Saint-Martin
- Mühle und Schmiede